# Рожава (Наровлянский район)
Рожава (бел. Ражава) — упразднённая деревня в Вербовичском сельсовете Наровлянского района Гомельской области Беларуси.
В связи с радиационным загрязнением после катастрофы на Чернобыльской АЭС жители (54 семьи) переселены в 1986 году в чистые места, преимущественно в деревню Крюковичи Калинковичского района.
Около деревни месторождения глины и железняка.

## География

### Расположение
На территории Полесского радиационно-экологического заповедника.
В 35 км на юго-восток от Наровли, 60 км от железнодорожной станции Ельск (на линии Калинковичи — Овруч), 214 км от Гомеля.

### Гидрография
На реке Рожава (приток реки Припять).

## Транспортная сеть
Транспортные связи по просёлочной, а затем автодороге Дёрновичи — Наровля. Планировка состоит из короткой улицы, ориентированной с юго-запада на северо-восток, к которой с юга присоединяется короткая улица. На севере, вдоль просёлочной дороги, небольшой обособленный участок застройки. Строения деревянные, усадебного типа.

## История
Выявленное археологами около деревни мезолитическое поселение, которое датируется VIII—VII веков до н. э., свидетельствует о заселении этих мест с давних времён. По письменным источникам известна с начала XIX века, когда здесь работала рудоплавильня, которая принадлежала действительному тайному советнику Я. Сиверсу. В 1825 году деревню купил С. И. Горват. В 1834 году в Дерновичской волости Речицкого уезда Минской губернии.
В 1918 году открыта школа, которая размещалась в наёмном крестьянском доме. В 1931 году организован колхоз «Путь Ильича», работала кузница. Во время Великой Отечественной войны немецкие оккупанты убили 10 жителей. 24 жителя погибли на фронте. В 1986 году находилась в составе совхоза «Припять» (центр — деревня Довляды).

## Население

### Численность
- 1986 год — жители (54 семьи) переселены.

### Динамика
- 1834 год — 18 дворов.
- 1908 год — 41 двор, 263 жителя.
- 1959 год — 196 жителей (согласно переписи).
- 1986 год — 54 двора, 115 жителей.
- 1986 год — жители (54 семьи) переселены.